# Mariano Fernández
Mariano Antonio Fernández (Olavarría, 2 settembre 1978) è un dirigente sportivo ed ex calciatore argentino, di ruolo difensore, attuale direttore sportivo del Fasano.

## Palmarès

### Club

#### Competizioni nazionali
- Serie D: 1

Matera: 2013-2014